# Justin de Selves
Justin Germain Casimir de Selves, född den 19 juli 1848 i Toulouse, död den 12 januari 1934 i Paris, var en fransk politiker.
Selves var advokat i Montauban och därefter 1880-1890 prefekt i olika departement, 1890-1896 generaldirektör för post och telegraf samt 1896-1911 Seineprefekt. Från 1909 var han ledamot av senaten. Trots att han saknade diplomatisk skolning, blev Selves den 28 juni 1911, omedelbart före Agadirkrisens utbrott, utrikesminister i ministären Caillaux. Under de långvariga förhandlingar med Tyskland, som, efter att krigsfaran flera gånger varit överhängande, omsider utmynnade i fördraget av den 4 november samma år om Marocko och Franska Kongo, förmådde han inte inta den ledande ställning, vartill hans ämbete berättigade honom, och motsatsen i uppfattning mellan honom och konseljpresidenten Caillaux försvagade Frankrikes ställning vid förhandlingarna. Inför det senatsutskott, som tillsatts att granska fördragets tillkomst, vägrade Selves (9 januari 1912) ostentativt att bekräfta Caillaux försäkran, att inga hemliga politiska eller finansiella förhandlingar förekommit vid sidan av de officiella, och han inlämnade samma dag sin avskedsansökan, vilken dagen därpå framkallade hela ministärens demission. Efter några månader som inrikesminister valdes Selves den 19 juni 1924 till senatens president efter den till republikens president utsedde Doumergue, vilket han förblev tills han lämnade kammaren efter valet 1927.